# Princess Nine
Princess Nine (プリンセスナイン如月女子高野球部?, Princess Nine Kisaragi Joshikō Yakyū-bu) è una serie televisiva anime trasmessa in Giappone nel 1998 ed ispirata ad un manga scritto da Kensei Date e disegnato da Kakeru Takamine. La serie è stata prodotta dalla Phoenix Entertainment in Giappone, pubblicata dalla ADV Films in America Settentrionale, trasmessa dall'8 aprile al 14 ottobre 1998 su NHK per ventisei episodi, e pubblicata in sei volumi su VHS e DVD.

## Trama
Keiko Himuro, il preside della Scuola Kisuragi, forma una squadra di baseball femminile, capitanata da Ryo Hayakawa, la figlia di un leggendario lanciatore, allo scopo di dimostrare che le ragazze possono competere nello sport alla pari dei ragazzi. Il loro obiettivo è di arrivare al Koshien, dove solo le migliori squadre del Giappone hanno l'opportunità di gareggiare.

## Personaggi e doppiatori
- Akiko Yajima: Koharu Hotta
- Ayako Kawasumi: Yuki Azuma
- Kokoro Shindou: Mao Daidouji
- Kyoko Hikami: Seira Morimura
- Mami Kingetsu: Izumi Himuro
- Mayumi Iizuka: Youko Tokashiki
- Miki Nagasawa: Ryou Hayakawa
- Naomi Nagasawa: Hikaru Yoshimoto
- Rumi Kasahara: Kanako Mita
- Taeko Kawata: Nene Mouri
- Kouji Ishii: Shinsaku Kido
- Naoki Tatsuta: Principal Mita
- Takehito Koyasu: Hiroki Takasugi
- Tetsuya Iwanaga: Seishirou Natsume
- Yoshiko Sakakibara: Keiko Himuro

## Episodi
| Nº | Giapponese 「Kanji」 - Rōmaji                                     | In onda           | In onda |
| Nº | Giapponese 「Kanji」 - Rōmaji                                     | Giapponese        |         |
| 1  | 「わたし早川涼、15歳！」 - Watashi Hayakawa Ryo, 15-sai!          | 8 aprile 1998     |         |
| 2  | 「名門女子高に野球部が？」 - Meimon Joshikō ni Yakyūbu ga?        | 15 aprile 1998    |         |
| 3  | 「お父さんが立ったマウンドへ」 - Otosan ga tatta MAUNDO he        | 22 aprile 1998    |         |
| 4  | 「よろしくね、聖良さん」 - Yoroshiku ne, Seira-san!               | 29 aprile 1998    |         |
| 5  | 「荒波スイングと、対決！」 - Aranami SUINGU to taiketsu           | 6 maggio 1998     |         |
| 6  | 「このボールを受けとめて」 - Kono BOORU wo Uketomete!             | 13 maggio 1998    |         |
| 7  | 「いずみさん、あなたが欲しい！」 - Izumi-chan, Anata ga hoshii!   | 27 maggio 1998    |         |
| 8  | 「野球部の運命をかけて」 - Yakyūbu no Unmei wo Kakete             | 3 giugno 1998     |         |
| 9  | 「勝った者と負けた者と」 - Katta mono to Maketa mono to           | 10 giugno 1998    |         |
| 10 | 「如月ナイン誕生！」 - Kisaragi NAIN Tanjō!                       | 17 giugno 1998    |         |
| 11 | 「私たちは甲子園を目指す！」 - Watashitachi wa Kōshien wo Mezasu! | 24 giugno 1998    |         |
| 12 | 「涙の100連発」 - Namida no 100 Renpatsu                          | 1º luglio 1998    |         |
| 13 | 「オンナのコ作戦開始！」 - ONNA no KO Sakusen Kaishi!             | 8 luglio 1998     |         |
| 14 | 「幻のイナズマボール」 - Maboroshi no INAZUMA BOORU               | 15 luglio 1998    |         |
| 15 | 「お父さんのスキャンダル」 - Otosan no SUKYANDARU                 | 22 luglio 1998    |         |
| 16 | 「さよなら、野球部」 - Sayonara, Yakyūbu!                         | 29 luglio 1998    |         |
| 17 | 「夢…」 - Yume...                                                 | 5 agosto 1998     |         |
| 18 | 「加奈子のバースデー・プレゼント」 - Kanako no BASUDE PUREZENTO   | 12 agosto 1998    |         |
| 19 | 「偽れない想い」 - Kirenai Omoi                                   | 19 agosto 1998    |         |
| 20 | 「胸騒ぎの強化合宿」 - Munasawagi no Kyōkagasshuku                | 26 agosto 1998    |         |
| 21 | 「高杉くんなんて、嫌い！」 - Takasugi-kun nante, Kirai!           | 2 settembre 1998  |         |
| 22 | 「ユキ、ひとりじゃないよ！」 - Yuki, Hitori janai yo!             | 9 settembre 1998  |         |
| 23 | 「美女と野獣の対決」 - Bijyō to Yajyū no Taiketsu                 | 16 settembre 1998 |         |
| 24 | 「Kiss…」 - Kiss...                                               | 30 settembre 1998 |         |
| 25 | 「運命の準決勝」 - Unmei no Jyunkesshō                            | 7 ottobre 1998    |         |
| 26 | 「輝け！プリンセスナイン」 - Kagayake, PURINSESU NAIN             | 14 ottobre 1998   |         |